# Бачу! Можу! Допоможу!

Учасники веломарафону "Бачу! Можу! Допоможу!" на акції Critical Mass Lviv (26.06.2015)

Велопробіг "Бачу! Можу! Допоможу!" — велосипедна подія, благодійний веломарафон за участю молоді з вадами зору. Проєкт проводиться в шанування пам'яті Миколи Пеха, на тамдемних велосипедах з участю людей з порушеннями зору. Проєкт має на меті привернути увагу до проблем незрячих або людей із порушеннями зору, пропагувати повагу до прав людини незалежно від її фізичних можливостей.

## Історія
Ідея проєкту належить громадському активісту Миколі Пеху, який ще дитиною почав втрачати зір. У 2006-му році Микола в рамках діяльності молодіжної організації «Інститут українських студій» організовував «Пробіг заради дітей», а на літо 2015 року планував пробіг на велосипедах-тандемах. У червні 2014 року активіст пішов із життя, проте його ідея про Велопробіг була втілена послідовниками.
В 2015—2017 роках організацією велопробігу займалась активістка та менеджерка громадських проєктів Вікторія Лучка.

#### Фільм
В 2015 році режисерка Ольга Фразе-Фразенко відзняла повнометражний документальний фільм режисерки «Я БАЧУ». Стрічка розкриває історії та відчуття незрячих людей, які відважились на 33-денну подорож Україною на велосипедах-тандемах. Цей фільм — перший український фільм з тифлокоментарем, що уможливить його перегляд для людей з порушеннями зору.

## Веломарафон за роками

### 2015
Велопробіг стартував 04 липня 2015 року і тривав 33 дні. Учасники проїхали через 10 областей Західної та Центральної України, захід мав широкий резонанс в суспільстві і ЗМІ.

### 2016
2016 року велопробіг «Бачу! Можу! Допоможу!» розпочався у Львові 6 серпня, а завершився в Одесі 22 серпня. Учасники подолали близько 1600 км. . 

### 2017
Велопробіг розпочався 19 серпня, у його складі тандемних велосипедів прямували з Івано-Франківська до Ужгорода через Синевір, водоспад Шипіт, Хуст, Мукачево та Ужгород. Також деякі учасники приєднались на двоколісних велосипедах. Весь час пробіг супроводжувала поліція та швидка допомога 